# Zdeněk Tylšar
Zdeněk Tylšar (29. dubna 1945 Vrahovice – 18. srpna 2006) byl český hornista a hudební pedagog, jeden z nejvýznamnějších českých interpretů druhé poloviny 20. století. Byl bratrem hornisty Bedřicha Tylšara.

## Život
Učil se nejprve hře na housle, později na trubku a od dvanácti let hře na lesní roh. Na brněnské konzervatoři od roku 1958 studoval u Františka Šolce. V roce 1969 vystudoval hru na lesní roh na Janáčkově akademii múzických umění (JAMU) v Brně rovněž u Františka Šolce. V 17 letech dokonce vyhrál Pražské jaro. V r. 1965 se stal členem orchestru České filharmonie, kde působil více než čtyřicet let (od roku 1968 byl sólohornistou a vedoucím skupiny lesních rohů). Svými brilantními výkony významně přispěl ke světové proslulosti tohoto orchestru i samotné české dechové školy.
Již od poloviny šedesátých let patřil k jejím nejvýraznějším představitelům. Stal se laureátem dechové soutěže Pražského jara v roce 1962 a 1968, nositelem zvláštní ceny prestižní mnichovské soutěže (v r. 1969) a laureátem interpretační soutěže v Ženevě. Spolupracoval s řadou renomovaných světových dirigentů a orchestrů (London Chamber Orchestra, Kammerorchester der Wiener Symphoniker, Mozarteum Orchester Salcburk, Helsinská filharmonie aj.).
Jeho repertoár obsahoval všechny prestižní skladby pro lesní roh (Telemann, Zelenka, Mozart, Weber, Rejcha, Strauss, Schumann, Hindemith a další). Od sedmdesátých let realizoval několik desítek sólových nahrávek (např. pro Pony, Canyon, Supraphon).
Byl také vyhledávaným komorním hráčem. Společně s bratrem Bedřichem (narozen 1939) uskutečnil vynikající nahrávky hornových duet, spolupracoval se známými hudebními tělesy (např. Collegium musicum Pragense, Ars rediviva, Collegium tripartitum, Solistes Européens Luxemburg).
Významně se uplatňoval i jako pedagog. Od sedmdesátých let vyučoval na AMU (od roku 1997 profesorem), byl docentem mistrovských kurzů a porotcem mezinárodních interpretačních soutěží v Československu i v zahraničí (Pražské jaro, Mnichov, Osaka, Bonn aj.).

## Diskografie (výběr)
- Koncerty pro lesní roh (Richard Strauss: Koncert pro lesní roh č. 1 Es dur a č. 2 Es dur - F.Joseph Strauss: Koncert c moll op. 8 - W. A. Mozart: Koncert č. 2 Es dur, KV 417). Supraphon 2006, SU 3892-2 (remasterovaný výběr LP nahrávek)